# Пон (Приморская Шаранта)
Пон (фр. Pons) — коммуна во Франции, находится в регионе Пуату — Шаранта. Департамент коммуны — Приморская Шаранта. Входит в состав кантона Пон. Округ коммуны — Сент.
Код INSEE коммуны — 17283.

## Население
Население коммуны на 2010 год составляло 4333 человека.
| 1962 | 1968 | 1975 | 1982 | 1990 | 1999 | 2010 |
| ---- | ---- | ---- | ---- | ---- | ---- | ---- |
| 4753 | 4824 | 4878 | 4861 | 4412 | 4433 | 4333 |

## Ссылки

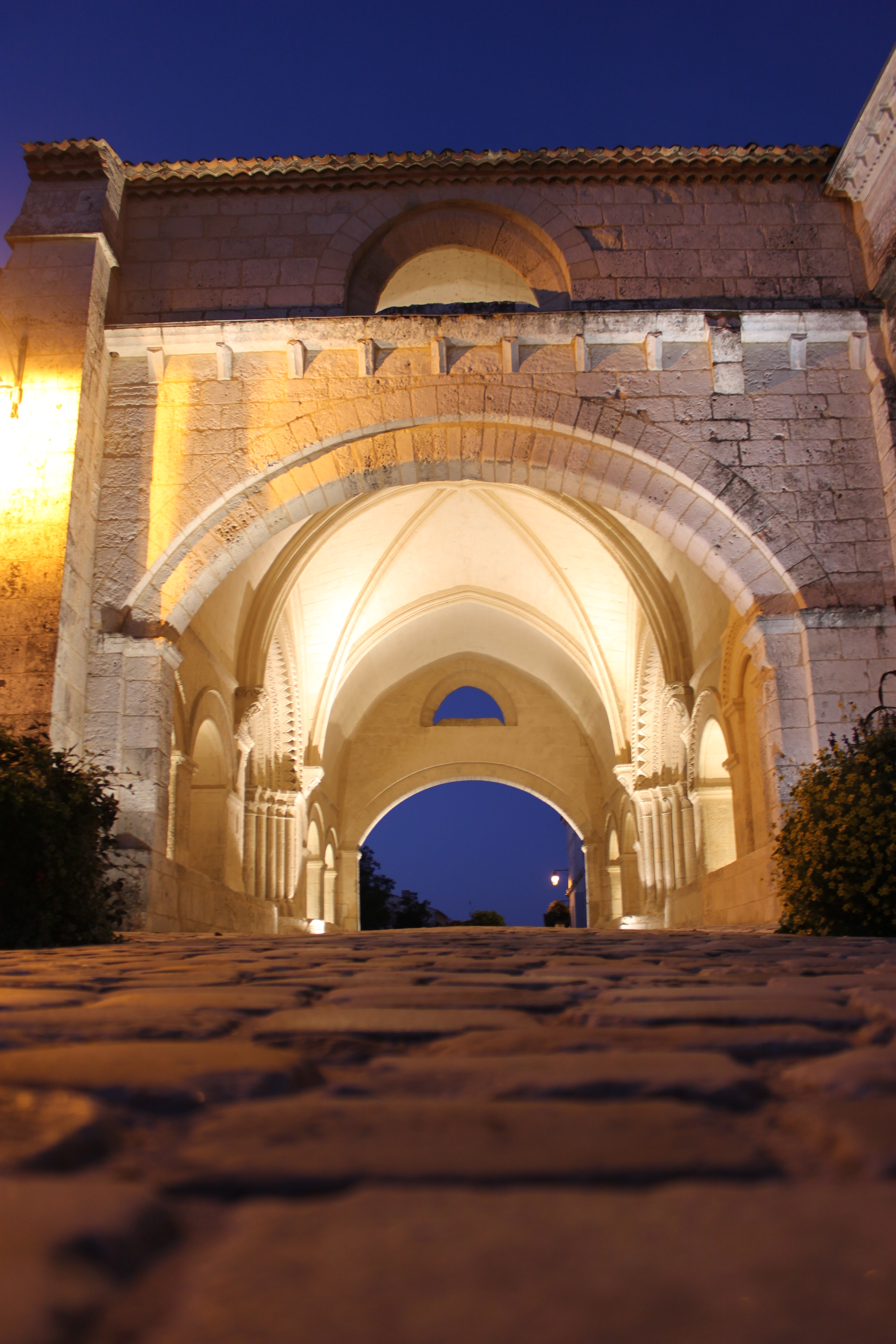
Via Turonensis, Путь Святого Иакова, Всемирное наследие.
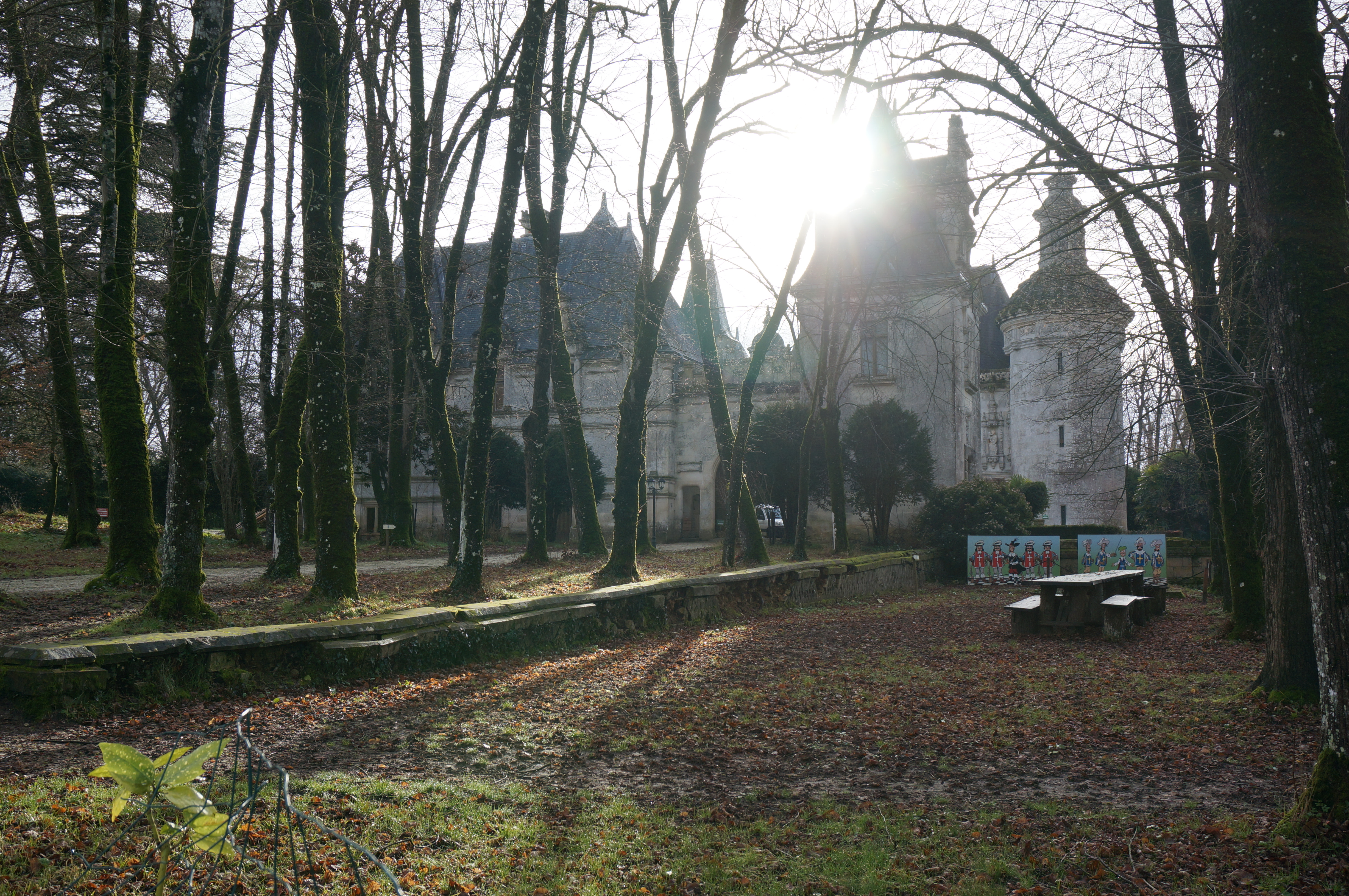
Замок Husson.